# Hamiltonban
Hamiltonban è una township degli Stati Uniti d'America, nella Contea di Adams, Pennsylvania. Secondo il censimento del 2000 la popolazione è di 2.216 abitanti.

## Storia
Il suo nome lo si deve a Hamiltonsbawn, un piccolo villaggio presente nella contea di Armagh, nell'Irlanda del Nord.

## Società

### Evoluzione demografica
La composizione etnica vede una prevalenza della razza bianca (96,98% ), seguita da quella asiatica (0,36%).
| township di Hamiltonban Popolazione |       |
| 2000                                | 2.216 |
| Stima al 01-07-07                   | 2688  |